# Anand (Distrikt)
Anand (Gujarati: આણંદ જિલ્લો) ist ein Distrikt im westindischen Bundesstaat Gujarat. Verwaltungssitz ist die gleichnamige Stadt Anand.

## Geographie und Klima

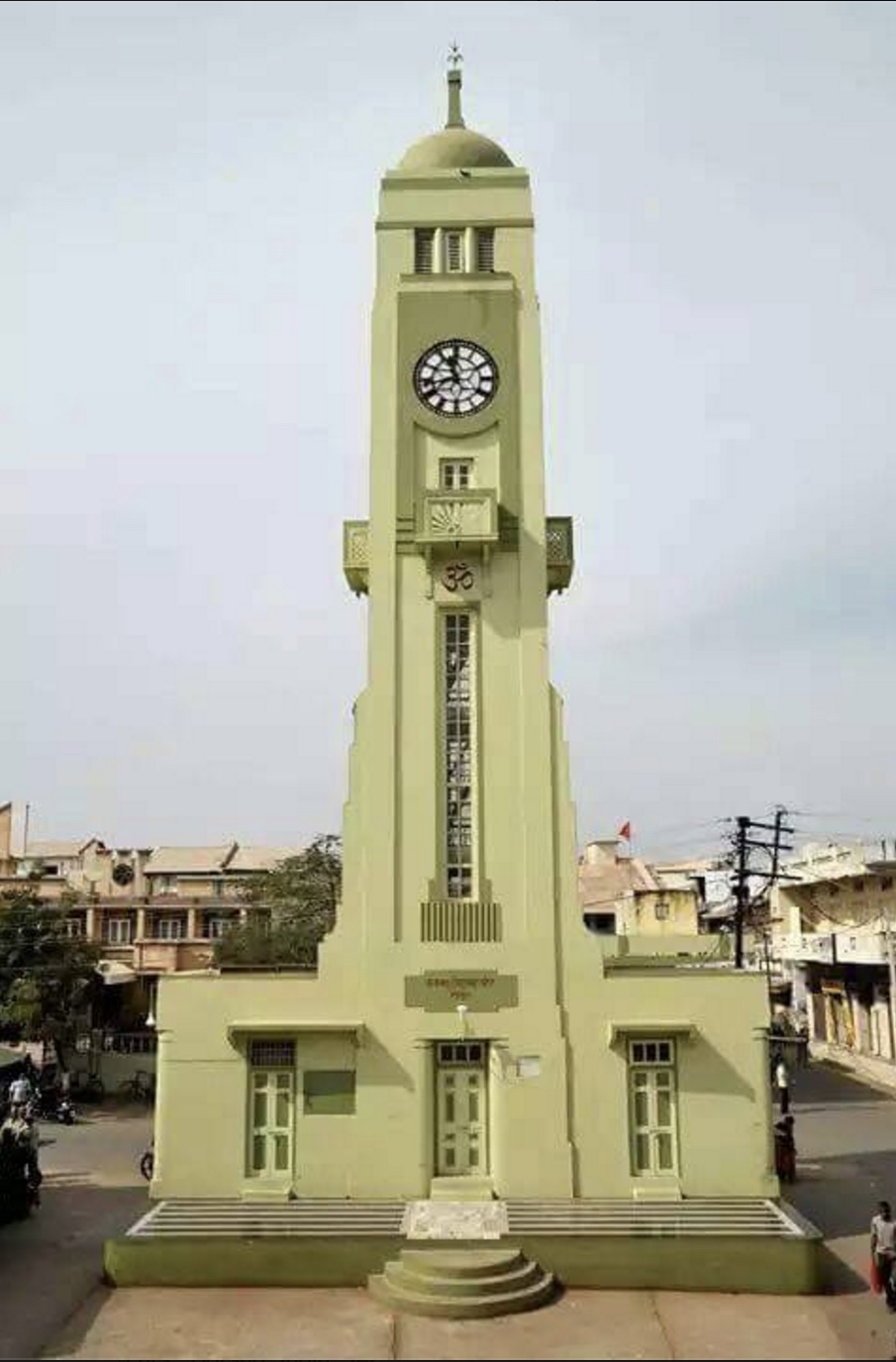
Dharmaj Tower

Der Distrikt liegt relativ zentral in Gujarat an der Nordspitze des Golfs von Khambhat, eines Arms des Arabischen Meeres. Die angrenzenden Distrikte sind Kheda im Norden, Vadodara im Osten, Bharuch im Süden und Ahmedabad im Westen.
Physiogeographisch bildet der Distrikt eine Ebene und kann in drei Subregionen unterteilt werden: Khambhat, Nadiad und Mahi. Bei der Khambhat-Ebene handelt es sich um eine Verlandungszone, die eine Höhe von weniger als 50 Metern über dem Meeresspiegel aufweist und in den Küstenbereichen während der Monsunzeit häufig überschwemmt wird. Der Boden ist sehr salzhaltig und das Grundwasser entsprechend häufig Brackwasser. Die Nadiad-Ebene weist eine Höhe zwischen 32 und 100 Metern über dem Meeresspiegel auf und besteht aus Schwemmland, Flugsand etc. und weist Dekkan-Trapp-Formationen auf. Die im Nordwesten liegende Mahi-Ebene liegt etwa 60 Meter über dem Meeresspiegel. Die beiden größten Flüsse sind der Mahi und der Sabarmati.
Das Klima ist durch heiße Sommer und überwiegende Trockenheit, außer während der Monsunzeit, gekennzeichnet. Es gibt vier Jahreszeiten: die kalte Jahreszeit von Dezember bis Februar, die heiße Jahreszeit von März bis Mai, die Zeit des Südwestmonsuns von Juni bis September und die Nachmonsunszeit von Oktober bis November. Die Maximaltemperaturen bewegten sich in den Jahren 2001 bis 2010 zwischen 39,1 und 46,6 °C und die Minimaltemperaturen zwischen 0,0 und 12,0 °C. In den Sommermonaten und in der Monsunzeit weht der Wind vor allem aus Westen und Südwesten und im November/Dezember überwiegend aus Nordosten. Gelegentlich wird die Region von Zyklonen heimgesucht. Der Jahresniederschlag kann sehr stark variieren (in den Jahren 2001 bis 2010 zwischen minimal 352 mm und maximal 1298 mm). Im Mittel liegt er bei etwa 790 mm.

## Geschichte
Das Gebiet des Distrikts kam 1817, nach dem dritten Marathenkrieg unter die direkte Kontrolle der Britischen Ostindien-Kompanie und wurde Teil der Präsidentschaft Bombay. Nach der Unabhängigkeit Indiens 1947 wurde es Teil des am 1. August 1949 neu gebildeten Distrikts Kheda. Zum 1. Mai 1960 wurde der Bundesstaat Bombay in die beiden Bundesstaaten Gujarat und Maharashtra aufgeteilt und Kheda wurde ein Distrikt in Gujarat. Am 2. Oktober 1997 wurde aus Teilen des Distrikts Kheda der neue Distrikt Anand gebildet.

## Bevölkerung
Die Einwohnerzahl lag bei Volkszählung 2011 bei 2.090.276 (1.087.224 männlich, 1.005.521 weiblich). Die Bevölkerungsdichte lag mit 653 Einwohnern pro Quadratkilometer deutlich über dem Durchschnitt Gujarats (308/km²). 1.457.758 Einwohner wohnten in ländlichen und 634.987 (30,34 %) in städtischen Gemeinden. 1.551.253 Personen (874.481 männlich, 676.772 weiblich) konnten lesen und schreiben. Die Alphabetisierungsraten lagen damit über dem Durchschnitt des Bundesstaats. 104.465 (4,99 %) Einwohner zählten zu den registrierten unterprivilegierten Kasten (scheduled castes) und 24,824 (1,19 %) zur registrierten indigenen Bevölkerung (scheduled tribes).

## Verwaltungsgliederung

### Taluks
Im Jahr 2023 war der Distrikt in acht Taluks untergliedert: Anand (City), Anand (Rural), Borsad, Petlad, Umreth, Tarapur, Anklav, Sojitra, Khambhat.

### Städtische Siedlungen
Bei der Volkszählung 2011 gab es elf Municipalities (M) und zwei Census towns (CT) (mit Einwohnerzahl 2011):
- Sojitra (M, 16.713)
- Umreth (M, 33.762)
- Boriavi (M, 19.865)
- Ode (M, 23.250)
- Anand (M, 209.410)
- Vallabh Vidyanagar (M, 23.783)
- Petlad (M, 55.330)
- Karamsad (M, 35.285)
- Khambhat (M + OG, 99.164)
- Borsad (M, 63.377)
- Anklav (M, 21.003)
- Gamdi (CT, 14.582)
- Hadgood (CT, 14.262)

## Besonderheiten

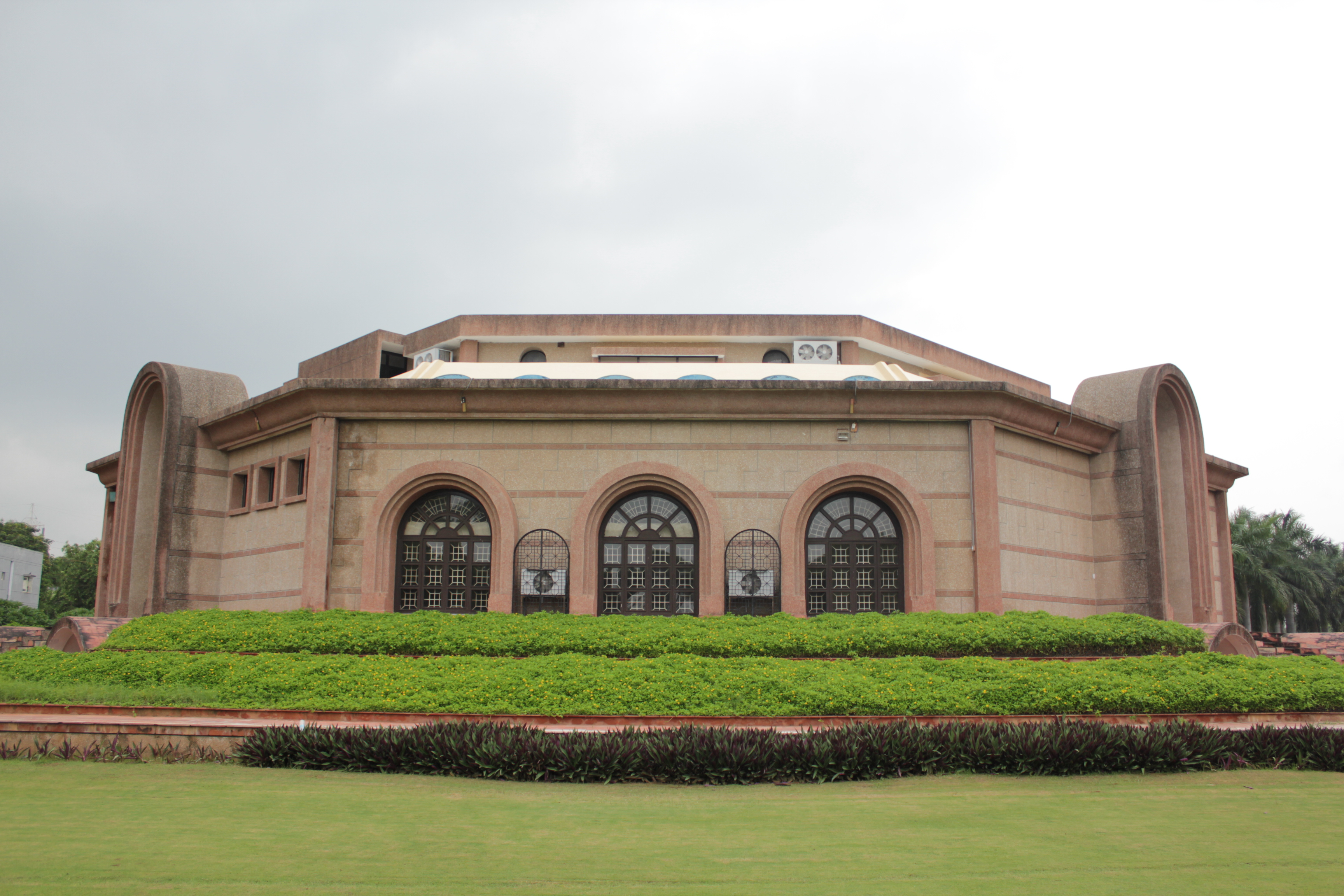
Sardar Patel Memorial in Karamsad

Im Ort Karamsad verbrachte Vallabhbhai Patel, ein Aktivist der indischen Unabhängigkeitsbewegung und enger Weggefährte Gandhis seine Jugend und Kindheit. Im Haus der Familie ist heute ein kleines Museum eingerichtet. Außerdem gibt es mehrere Gedenkorte, die an Vallabhbhai und seinen Bruder Vithalbhai Patel erinnern.
Der Ort Bochasan ist bekannt als Ausgangsort der Bochasanwasi Akshar Purushottam Swaminarayan Sanstha (BAPS)-Bewegung, einer hinduistischen Glaubensrichtung.